# 約翰遜鎮區 (伊利諾伊州克里斯蒂安縣)
約翰遜鎮區（英語：Johnson Township）是位於美國伊利諾伊州克里斯蒂安縣的一個行政鎮區。

## 地方資料
根據2010年美國人口普查的數據，約翰遜鎮區的面積為96.50平方千米，當中陸地面積為92.30平方千米，而水域面積為4.20平方千米。當地共有人口655人，而人口密度為每平方千米6.79人。